# Xiphidiopsis gurneyi
Xiphidiopsis gurneyi är en insektsart som beskrevs av Tinkham 1944. Xiphidiopsis gurneyi ingår i släktet Xiphidiopsis och familjen vårtbitare. Inga underarter finns listade i Catalogue of Life.